# Hermann Boerner
Hermann Boerner, também escrito "Börner" (Leipzig, 11 de julho de 1906 – Göttingen, 3 de junho de 1982) foi um matemático alemão. Trabalhou com cálculo de variações, análise complexa e teoria da representação de grupo.

## Publicações
- Boerner Carathéodorys Eingang zur Variationsrechnung, Jahresbericht DMV 1953[ligação inativa]
- Boerner Variationsrechnung aus dem Stokesschen Satz, Mathematische Zeitschrift volume 46, 1940, page 709
- Boerner Über die Legendreschen Bedingungen und die Feldtheorie in der Variationsrechnung der mehrfachen Integrale, Mathem.Zeitschrift 1940, page 720
- Boerner Über die Extremalen und geodätischen Felder in der Variationsrechnung der mehrfachen Integrale, Mathematische Annalen volume 112, 1936, page 187[ligação inativa]
- Boerner Darstellungstheorie der endlichen Gruppen, Teubner 1967, Enzyklopädie der mathematischen Wissenschaften[ligação inativa]